# Lão Hạc
Lão Hạc là một truyện ngắn của nhà văn Nam Cao được viết vào năm 1943. Tác phẩm được đánh giá là một trong những truyện ngắn tiêu biểu của dòng văn học hiện thực, nội dung truyện đã phần nào phản ánh được hiện trạng xã hội Việt Nam trong giai đoạn trước Cách mạng Tháng Tám Truyện đã được đưa vào sách giáo khoa Ngữ văn 8, tập 2 (bộ sách giáo khoa Cánh diều) và Ngữ văn 12, tập 1 (bộ sách giáo khoa Chân trời sáng tạo). Trước đây trong sách Ngữ Văn 8 (xuất bản năm 2019) vẫn có tác phẩm này.

## Tóm tắt nội dung chính
Lão Hạc  là một người nông dân chất phác, hiền lành. Vợ lão mất sớm, lão còn có một người con trai nhưng vì quá nghèo nên không thể lấy vợ cho con. Sau này, người con gái mà con trai lão yêu thương hết mực ấy lại lấy con trai một ông phó lí, có nhà có cửa. Hắn vì phẫn chí đã rời bỏ quê hương để đến đồn điền cao su làm ăn kiếm tiền theo công-ta (hợp đồng). Lão Hạc luôn trăn trở, suy nghĩ về tương lai của đứa con. Lão sống bằng nghề làm vườn, mảnh vườn mà vợ lão đã mất bao công sức để mua về và để lại cho con trai lão.
Lão có một con chó tên là Vàng – con chó do con trai lão trước khi đi đồn điền cao su đã để lại. Lão coi nó như một người thân trong gia đình. Lão gọi nó là "cậu Vàng" vì lão thật sự trân trọng và rất mực yêu thương nó. Tuy nhiên, vì gia cảnh nghèo khó lại còn trải qua một trận ốm nặng, lão đã kiệt quệ, không còn sức để nuôi nổi bản thân, huống chi là còn có thêm một con chó. Vì muốn giữ mảnh vườn cho con nên ông lão đành cắn răng bán "cậu Vàng" đi. Lão đã rất dằn vặt bản thân khi mang một "tội lỗi" là đã nỡ tâm "lừa một con chó". Lão đã khóc rất nhiều với ông giáo (người hàng xóm thân thiết của lão, và cũng là một người tri thức nghèo). Nhưng cũng kể từ đó, lão sống khép kín, lủi thủi một mình.
Sau khi trao gửi hết tài sản cũng như nhờ vả chuyện ma chay sau này của mình cho ông giáo, Lão Hạc đã kết thúc cuộc đời bằng một liều bả chó xin từ Binh Tư. Khi nghe chuyện lão Hạc xin bả chó, ông giáo đã hiểu lầm và có đôi chút thất vọng về con người lương thiện ấy. Nhưng rồi, tới khi chứng kiến cái chết dữ dội và đau đớn của lão, ông giáo mới hiểu ra tất cả : " Lão Hạc ơi! Lão hãy yên lòng mà nhắm mắt! Lão đừng lo gì cho cái vườn của lão. Tôi sẽ cố giữ gìn cho lão. Đến khi con trai lão về, tôi sẽ trao lại cho hắn và bảo hắn: "Đây là cái vườn mà ông cụ thân sinh ra anh đã cố để lại cho anh trọn vẹn: cụ thà chết chứ không chịu bán đi một sào..."
Ý nghĩa tác phẩm:
- Phẩm chất lão Hạc : thương con hết mực (giữ lại kỉ vật của đứa con trai, nghèo đói sau trận ốm mà vẫn không bán đi mảnh đất chỉ vì để người con khi về đỡ khổ cực); liêm khiết, tự trọng (không thể nào tin được mình đã lừa một con chó, trước khi chết gửi tiền ông giáo lo hậu sự mà nhất quyết không nhờ vả)
- Tố cáo xã hội đồng tiền lăn trên đạo đức và hiện thực tàn khốc cho tầng lớp nông dân và trí thức nghèo

## Chuyển thể
Năm 1980, Lão Hạc cùng với hai tác phẩm khác của nhà văn Nam Cao là Sống mòn và Chí Phèo đã được dựng thành bộ phim mang tên "Làng Vũ Đại ngày ấy". Vai Lão Hạc lúc đó đã được giao cho nhà văn Kim Lân.
Trong phim, do là sự kết hợp của ba tác phẩm nên một số chi tiết đã được thay đổi so với truyện của Nam Cao, cụ thể như sau (chỉ tính riêng với tác phẩm Lão Hạc):
1. Bá Kiến vì ham mảnh vườn của Lão Hạc nên đã nghĩ ra nhiều lý do ép Lão Hạc phải bán mảnh vườn cho hắn như nói dối rằng con lão đang theo cộng sản và bị truy bắt, lão phải bán vườn cho hắn thì hắn mới chạy chọt giúp.
2. Chi tiết Binh Tư là người cho lão Hạc bả chó được thay thế bằng nhân vật Chí Phèo, sau khi Lão Hạc chết Chí Phèo lấy hết tài sản kể cả mảnh vườn
3. Câu chuyện của Lão Hạc đã được thầy giáo Thứ viết và được đăng báo.

Năm 2020, đạo diễn Trần Vũ Thủy làm phim Cậu Vàng với nội dung lấy cảm hứng từ truyện Lão Hạc nhưng phát triển theo hướng khác hẳn, thay vì trung thành với nguyên tác. Phim được phát hành tại các rạp trên toàn Việt Nam vào ngày 8-1-2021. Phim bị chê nhiều lỗi và chỉ thu được 2 tỷ đồng trong tuần đầu công chiếu, phim không tạo được hiệu ứng tích cực và chịu lỗ nặng.